# Przemysław Wasilewski
Przemysław Tomasz Wasilewski (ur. 30 kwietnia 1927 w Łodzi, zm. 24 sierpnia 2006 tamże) – polski inżynier maszyn, specjalizujący się w budowie i eksploatacji maszyn oraz technologii maszyn; nauczyciel akademicki związany z Politechniką Łódzką oraz Uniwersytetem Bielsko-Bialskim.

## Życiorys
Urodził się w 1927 roku w Łodzi, gdzie spędził swoje dzieciństwo i wczesną młodość do czasu wybuchu II wojny światowej. Po jej zakończeniu w 1945 roku wrócił do rodzinnego miasta i pracował jako robotnik w Państwowych Zakładach Motoryzacyjnych, jednocześnie ucząc się. W latach 1946–1951 studiował na Wydziale Mechanicznym Politechniki Łódzkiej uzyskując w 1951 roku dyplom magistra inżyniera mechanika ze specjalnością konstrukcyjną – lotniczą. Następnie rozpoczął tam pracę jako asystent. W latach 1958–1961 pracował w Biurze Projektowania Zakładów Przemysłu Metalowego i Elektrotechnicznego „Prozamet” w Łodzi, ostatnio na stanowisku zastępcy kierownika pracowni odlewniczej. W latach 60. XX wieku uzyskał stopień naukowy doktora na swojej macierzystej uczelni.
W chwili powstania Zespołu Rzeczoznawców Odlewniczych STOP w 1968 roku został rzeczoznawcą Zespołu w zakresie modelarstwa odlewniczego oraz odlewania kokilowego i ciśnieniowego. Od początków utworzenia filii politechniki w Bielsku-Białej zaangażował się w jej działalność dydaktyczną i organizacyjną. W latach 1970–1972 był kierownikiem filii, a od 1972 do 1978 pełnił jako pierwszy funkcję Prorektora Politechniki Łódzkiej ds. Filii. W tym czasie miała miejsce reorganizacja filii, wprowadzająca jej nową strukturę w skład której weszły trzy instytuty: Technologiczno-Samochodowy, Mechaniczno-Konstrukcyjny i Włókienniczy. Jednocześnie w latach 1973–1983 pełnił funkcję zastępcy dyrektora Instytutu Technologiczno-Samochodowego, którego był współtwórcą wspólnie z prof. Janem Wajandem.
Stanowisko prorektora do spraw bielskiej filii ponownie piastował od 1981 do 1987 roku. W okresie tym miały miejsce strajki pracowników i studentów związane z wprowadzeniem stanu wojennego w Polsce. W 1983 roku przez dwa lata filia nosiła nazwę wydziału zamiejscowego, a w 1985 roku powstało Fakultatywne Studium Pedagogicznego, którego zadaniem było przygotowanie absolwentów do pracy w oświacie. W latach 1983–1989 był dyrektorem tego Instytutu Technologiczno-Samochodowego, a potem do 1991 roku ponownie jego zastępcą. Po reorganizacji Wydziału Budowy Maszyn był w latach 1989–1997 kierownikiem utworzonego przez niego Zakładu Technologii Bezwiórowych, przekształconego w 1993 roku w Katedrę Technologii Bezwiórowych. W 1992 roku uzyskał stopień naukowy doktora habilitowanego nauk technicznych w zakresie budowy i eksploatacji maszyn na podstawie rozprawy nt. Analiza wpływu różnych modyfikatorów na strukturę, właściwości mechaniczne i przewodność elektryczną siluminów okołoeutektycznych i podeutektycznych odlewanych do kokil. W 1995 roku prezydent Polski Lech Wałęsa nadał mu tytuł profesora nauk technicznych.
Poza wykładaniem na Politechnice Łódzkiej i Akademii Techniczno-Humanistycznej w Bielsk-Białej pracował także przez pewien czas w prywatnej Wyższej Szkole Informatyki i Zarządzania w Bielsku-Białej. Zmarł w 2006 roku.

## Odznaczenia i dorobek naukowy
Za swoją działalność naukowo-dydaktyczną oraz organizacyjną został odznaczony Krzyżem Kawalerskim i Oficerskim Orderu Odrodzenia Polski, Złotym Krzyżem Zasługi, Medalem Komisji Edukacji Narodowej, honorowymi odznakami miasta Łodzi, województwa bielskiego i katowickiego. Jest laureatem nagród naukowych województwa bielskiego im. prof. Jerzego Buzka (znanego przed wojną odlewnika), 5 nagród indywidualnych i zespołowych Ministerstwa Edukacji Narodowej.
Do jego najważniejszych prac należą:
- Technologia i przetwórstwo tworzyw sztucznych, Łódź 1984, współautor: Stefan Gadziński
- Obróbka plastyczna, Łódź 1993.
- Odlewnictwo, Łódź 1993.